# Geoffrey Palmer (homme politique)
Pour les articles homonymes, voir Palmer et Geoffrey Palmer.
Geoffrey Palmer, de son nom complet Geoffrey Winston Russell Palmer, est un homme politique néo-zélandais, né le 21 avril 1942 à Taranaki. Membre du Parti travailliste, il a exercé les fonctions de Premier ministre durant un peu plus d'un an, du 8 août 1989 au 4 septembre 1990.
Professeur de droit, il fait son entrée en politique en 1975, en participant activement à la campagne du Parti travailliste pour les législatives du 12 décembre, tentant en vain, avec ses camarades de parti, d'empêcher Robert Muldoon et le Parti national de remporter la majorité des sièges à la Chambre des représentants.

## Mandats électifs
- Membre de la Chambre des représentants
  - du 18 août 1979 au 28 novembre 1981 : représentant de la circonscription « Christchurch Central »), élu dans une élection partielle ;
  - du 28 novembre 1981 au 15 juillet 1984 : représentant de la circonscription « Christchurch Central ») ;
  - du 15 juillet 1984 au 15 août 1987 : représentant de la circonscription « Christchurch Central ») ;
  - du 15 août 1987 au 27 octobre 1990 : représentant de la circonscription « Christchurch Central »).

## Fonctions gouvernementales
- du 26 juillet 1984 à 8 août 1989 : vice-Premier ministre et ministre de la Justice, dans le gouvernement David Lange, fonctions auxquelles s'ajoutent, de 1987 au 8 août 1989, celles de ministre de l'Environnement ;
- du 8 août 1989 au 4 septembre 1990 : Premier ministre, dans le gouvernement Geoffrey Palmer.